# Hans-Jürgen Steinmann

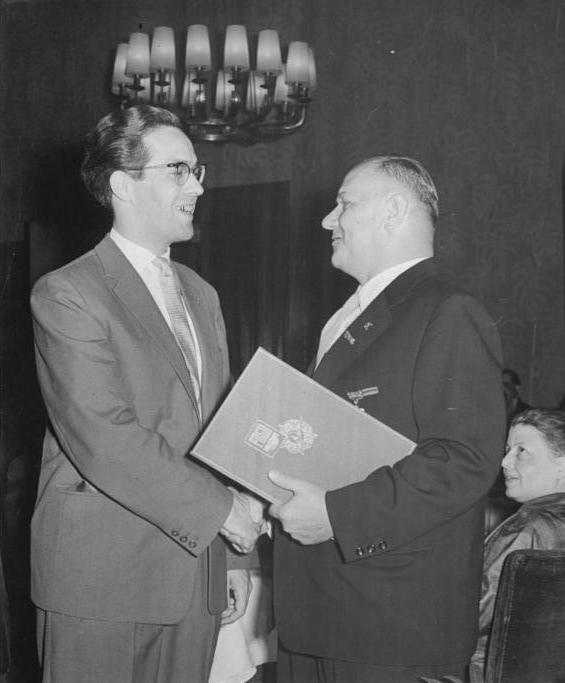
Walter Buchheim (rechts) überreicht Hans-Jürgen Steinmann den Literaturpreis des FDGB 1960 für seinen Roman Die größere Liebe.

Hans-Jürgen Steinmann (* 4. September 1929 in Sagan, Niederschlesien; † 22. September 2008 in Halle (Saale)) war ein deutscher Schriftsteller.

## Leben
Hans-Jürgen Steinmann war der Sohn eines Diplom-Ingenieurs; seine Mutter war zeitweise schriftstellerisch tätig. Er besuchte die Oberschule in Breslau. In der Endphase des Zweiten Weltkriegs wurde er als Flakhelfer eingesetzt; 1945 nahm er an den Kämpfen um das zur Festung erklärte Breslau teil. Im Mai 1945 geriet er in sowjetische Kriegsgefangenschaft, aus der er im Dezember 1947 nach Halle/Saale in der Sowjetischen Besatzungszone entlassen wurde. Von 1948 bis 1950 war Steinmann Chemiearbeiter in den Leuna-Werken; 1949 trat er der SED bei. Anschließend leistete er ein Volontariat in der Redaktion der Hallenser Tageszeitung Freiheit ab. 1951 ging er nach Schwerin, wo er bis 1958 für den Kulturbund tätig war. Von 1958 bis 1961 studierte er am Literaturinstitut „Johannes R. Becher“ in Leipzig. Ab 1961 lebte er als freier Schriftsteller in Halle (Saale).
Hans-Jürgen Steinmann ist Verfasser von erzählender Prosa und Reportagen. In seinem größten Erfolg, dem Roman Die größere Liebe verarbeitete er seine Erfahrungen als Arbeiter in einem Werk der chemischen Industrie; auch der Roman Träume und Tage spielt in diesem Milieu, während Zwei Schritte vor dem Glück die Probleme der DDR-Reißbrettstadt Halle-Neustadt schildert.
Hans-Jürgen Steinmann war seit 1957 Mitglied des Schriftstellerverbandes der DDR; danach gehörte er dem Verband Deutscher Schriftsteller und dem Förderkreis der Schriftsteller in Sachsen-Anhalt an. Er erhielt u. a. folgende Auszeichnungen: 1960 den Literaturpreis des FDGB, 1969 und 1971 den Kunstpreis von Halle-Neustadt, 1975 die Johannes-R.-Becher-Medaille in Gold, 1978 den Vaterländischen Verdienstorden in Bronze sowie 1979 den Händel-Preis des Bezirks Halle.

## Werke
- Brücke ins Leben. Berlin 1953.
- Die Fremde., Halle (Saale) 1959.
- Die größere Liebe. Berlin 1959.
- Stimmen der Jahre. Berlin 1963.
- Über die Grenze. Berlin 1963
- Von all unseren Kameraden … Halle 1967 (zusammen mit Roswitha Berndt und Ewald Buchsbaum).
- Analyse H. Berlin 1968.
- Träume und Tage. Halle (Saale) 1970.
- Zwei Schritte vor dem Glück., Halle [u. a.] 1978.
- Halle, Halle-Neustadt. Leipzig 1979 (zusammen mit Gerald Große).
- Merseburg. Leipzig 1980 (zusammen mit Gerald Große).
- Eisleben. Leipzig 1983 (zusammen mit Eberhard Klöppel).
- Quedlinburg. Leipzig 1988 (zusammen mit dem Fotografen Karl-Heinz Böhle).
- Erlebtes – Erfahrenes – Ungedrucktes. Halle 1998.